# Лондонський клуб
Лондонський клуб кредиторів, офіційно відомий як «Консультативний комітет комерційних банків» — неформальне об'єднання, в яке входить близько 1000 банків-кредиторів. Діє подібно до Паризького клубу кредиторів. Створено для регулювання питань заборгованості іноземних позичальників перед членами цього клубу.
Є форумом, на якому відбувається реструктуризація боргів, наданих комерційними банками (без гарантій з боку урядів країн-кредиторів). Як і у випадку Паризького клубу, у нього немає статуту, а склад членів змінюється у міру необхідності.

## Діяльність
Інтереси банків-кредиторів в Лондонському клубі представляє банківський консультативний комітет (БКК), у якому представлені ті банки, на які припадає максимальна частина боргу даної країни. Угода, досягнута між країною-боржником і комітетом, має отримати підтримку банків, на які припадає 90-95% непогашених зобов'язань боржника, і тільки після цього дана угода може бути офіційно підписана.
Процедура врегулювання боргу включає підготовчу роботу, яка включає в себе розробку стратегії врегулювання боргу. Потім країна-боржник проводить консультації зі своїми головними кредиторами з метою освіти керівного комітету. Зазвичай країна-боржник вибирає банки, які з розумінням відносяться до умов роботи, які висуваються нею, в складі БКК і представляють географічні регіони, перед якими країна має боргові зобов'язання.
У БКК з реструктуризації російського зовнішнього боргу в останні роки входили: Deutsche Bank, Credit Lyonnais, BNP, Commerzbank, BNL, Bank of Tokyo-Mitsubishi, Bank Austria, Dresdner Bank.
Завдяки досвіду роботи Банківських консультативних комітетів вони стали досить компетентними органами для детальної оцінки економічної ситуації країни-позичальника і побудови схеми рефінансування боргу.
Клуб не має чітко визначеної структури і збирається у складі тих банків, які мають найбільші вимоги до країни-боржника, справу якої вони розглядають.
У рамках Лондонського клубу банки укладають з урядом країни-боржника угоду або про щорічну реструктуризацію боргу, або про багаторічну реструктуризацію, якій підлягають лише виплати основного боргу. Всі інші прострочені суми повинні бути виплачені в момент підписання угоди про реструктуризацію.
Лондонським клубом передбачені такі заходи, спрямовані на реструктуризацію боргу:
- викуп зі знижкою урядом країни — боржником приватного боргу своїх компаній в іноземних банків;
- обмін зі знижкою боргів на інші активи (наприклад, акції національних компаній), скорочення платежів для обслуговування боргу і надання нових позик для виплати старих боргів.

У 1990-ті через механізм Лондонського клубу пройшли Аргентина, Болівія, Бразилія, Болгарія, Мексика, Нігерія, Польща, Філіппіни та інші країни.